# Persone di nome Beatrice/Nobili
| Questa pagina contiene informazioni ricavate automaticamente dalle voci biografiche con l'ausilio del template Bio e di un bot. L'aggiornamento è periodico e automatico e ricostruisce completamente la pagina. Se manca una persona in questa lista, sei pregato di non aggiungerla, ma accertati piuttosto che la sua voce biografica contenga il template Bio e che i dati anagrafici siano correttamente compilati. Se il template Bio manca, inseriscilo tu stesso o, in alternativa, metti l'avviso {{tmp\|Bio}} che ne segnala la mancanza. Se i dati riportati sono sbagliati, correggi direttamente la voce biografica; le modifiche saranno visibili in questa lista entro pochi giorni. Per chiarimenti vedi il progetto biografie. La lista contiene solo le 55 persone che sono citate nell'enciclopedia e per le quali è stato implementato correttamente il template Bio. Pagina aggiornata al 18 mar 2024. |

Questa è una lista di persone presenti nell'enciclopedia che hanno il prenome Beatrice e sono nobili.

## A(3)
- Beatrice del Monferrato, nobile († 1228)
- Beatrice d'Angiò, nobile e sovrana francese (Napoli, n. 1252 - Andria, † 1275)
- Beatrice Appiano, nobildonna italiana (Piombino, n. 1482 - Fondi, † 1525)

## B(22)
- Beatrice I di Bigorre, nobile franco († 1095)
- Beatrice II d'Este, nobildonna italiana (Ferrara, † 1262)
- Beatrice II di Bigorre, nobile franco
- Beatrice II di Borgogna, nobile († 1231)
- Beatrice d'Albon, nobile francese (n. 1161 - Castello di Vizille, † 1228)
- Beatrice d'Aviz, nobile portoghese (Veiros, n. 1386 - Bordeaux, † 1447)
- Beatrice d'Este, contessa italiana (n. 1215 - Gemola, † 1245)
- Beatrice d'Inghilterra, nobile (Bordeaux, n. 1242 - Londra, † 1275)
- Beatrice di Brabante, nobile tedesca (Lovanio, n. 1225 - Courtrai, † 1288)
- Beatrice di Cardona, nobile († 1372)
- Beatrice di Castiglia, nobile spagnola (Toro, n. 1293 - Lisbona, † 1359)
- Beatrice di Chalon, contessa († 1227)
- Beatrice di Frangipan, nobildonna croata (n. 1480 - † 1510)
- Beatrice di Lotaringia, nobile (n. 1019 - Pisa, † 1076)
- Beatrice di Lussemburgo, nobile ungherese (n. 1305 - Temesvár, † 1319)
- Beatrice di Navarra, nobile (n. 1242 - Villaines-en-Duesmois, † 1295)
- Beatrice di Navarra, nobile (n. 1386 - † 1410)
- Beatrice di Norimberga, nobildonna (Norimberga, n. 1362 - Perchtoldsdorf, † 1414)
- Beatrice di Parigi, nobile († 1003)
- Beatrice di Savoia, nobile (n. 1237 - † 1310)
- Beatrice di Savoia, nobile italiana (Escalona, † 1292)
- Beatrice di Borgogna-Borbone, nobile francese (n. 1257 - Château de Murat, † 1310)

## C(2)
- Beatrice Lascaris di Ventimiglia, nobile (Tenda - Binasco, † 1418)
- Beatrice Cenci, nobildonna italiana (Roma, n. 1577 - Roma, † 1599)

## D(16)
- Beatrice d'Arborea, nobile (Molins de Rei - Narbona, † 1377)
- Beatrice d'Aviz, nobile (Lisbona, n. 1504 - Nizza, † 1538)
- Beatrice d'Este, duchessa, stilista e mecenate italiana (Ferrara, n. 1475 - Milano, † 1497)
- Beatrice d'Este, nobildonna italiana (Ferrara, n. 1268 - Milano, † 1334)
- Beatrice d'Este, nobildonna italiana (Ferrara, n. 1427 - Milano, † 1497)
- Beatrice da Camino, nobile italiana (Ferrara, † 1388)
- Beatrice da Correggio, nobile italiana (n. 1286 - † 1321)
- Beatrice di Baden, nobildonna tedesca (n. 1492)
- Beatrice di Bar, nobile francese (Mantova)
- Beatrice di Borbone-Spagna, nobile spagnola (La Granja de San Ildefonso, n. 1909 - Roma, † 2002)
- Beatrice Lodron, nobile
- Beatrice di Castiglia, nobile spagnola (n. 1254 - † 1280)
- Beatrice di Ginevra, nobile francese (n. 1335 - † 1392)
- Beatrice Geronima di Lorena, nobile francese (Bar-le-Duc, n. 1662 - Parigi, † 1738)
- Beatrice di Monferrato, nobile italiana († 1274)
- Beatrice di Mâcon, nobildonna francese (Champagne-et-Fontaine, † 1230)

## F(1)
- Beatrice Fieschi, nobildonna italiana († 1283)

## G(1)
- Beatrice Gonzaga, nobile italiana (Mantova - Ferrara)

## H(1)
- Beatrice di Sicilia, nobile (Palermo, n. 1260 - † 1307)

## L(1)
- Beatrice Langosco, nobildonna italiana († 1612)

## M(1)
- Beatrice Michiel, nobildonna italiana (Venezia, n. 1553 - Costantinopoli, † 1613)

## O(1)
- Beatrice Ottinelli, nobile e mecenate italiana (Napoli - Fondi)

## P(3)
- Beatrice Pallavicino, nobildonna italiana († 1683)
- Beatrice Pereira de Alvim, nobildonna portoghese (n. 1380 - Lisbona, † 1412)
- Beatrice del Portogallo, nobile (n. 1347 - Ledesma, † 1381)

## S(2)
- Beatrice di Savoia, nobile (n. 1206 - † 1266)
- Beatrice di Slesia-Glogau, nobile e imperatrice polacca (Monaco di Baviera, † 1322)

## V(1)
- Beatrice Visconti, nobildonna italiana (n. 1350 - † 1410)